# Leonel Viera
Leonel Viera Ríos (* 19. Februar 1913 in Tacuarembó; † 3. Juni 1975 in Montevideo) war ein uruguayischer Bauingenieur, Unternehmer und Politiker.

## Leben
Leonel Viera studierte Bauingenieurwesen an der Universidad de la República (UDELAR) in Montevideo, konnte allerdings wegen Geldmangels des Vaters keinen Abschluss machen. Mit Studienkollegen gründete er das Betonbau-Unternehmen Mondino y Viera Ltda. (später mehrfach umbenannt), in dem er zahlreiche Brücken und andere Ingenieurbauten berechnete, kalkulierte und ausführte. 1946 gründete er zusammen mit Louis Mondino das Bohrpfahlunternehmen Pilotes Viermond S.A., das auch eine Niederlassung in Argentinien eröffnete.
1948 eröffnete er zusammen mit Alberto S. Miller ein Ingenieurbüro, das insbesondere mit Spannbeton-Projekten bekannt wurde. Seine Unternehmen wurden ergänzt um eines für die Planung von gewölbten Industriedächern und eines für Wohnungsbau.
1964 eröffnete er das Ingenieurbüro Estudio Leonel I. Viera, mit dem er zahlreiche Industrie- und Wohnbauten entwarf.
1967 wurde er Lehrbeauftragter am Lehrstuhl für Bauverfahren I an der Fakultät für Architektur der UDELAR. Politisch engagierte er sich in der Partido Nacional.
Leonel Viera starb am 3. Juni 1975 während der Arbeit im Alter von 62 Jahren in Montevideo.

## Bauwerke
Leonel Viera hatte u. a. einen maßgeblichen Anteil an der Berechnung des Daches des 1956 eröffneten und international viel beachteten Cilindro Municipal des Estadio Dr. Héctor Grauert in Montevideo.
Mit der Puente Leonel Viera (1965) schuf er die erste Straßenbrücke in Form einer Spannbandbrücke. Das Viaducto Avenida Sarmiento (1975) in Montevideo ist eine weitere seiner Betonbrücken.
Die Dachschale der Kirche San Antonio María Claret in Progreso und das Gebäude Positano in Montevideo sind die bekannteren Bauwerke, für die er die statische Berechnung durchführte. Für die Wohnsiedlung Complejo Malvín Norte (1975) in Montevideo entwickelte er ein System von Leichtbeton-Fertigteilplatten.
Die Dachkonstruktionen des von Eero Saarinen entworfenen Hauptterminals des Washington Dulles International Airport und des Madison Square Garden wurden erheblich von seinen Berechnungen beeinflusst.